# La Asunción
La Asunción – miasto w Wenezueli, stolica stanu Nueva Esparta i siedziba władz tego stanu. Leży na wyspie Margarita, nad Morzem Karaibskim.
La Asunción liczy 36 806 mieszkańców. W przeciwieństwie do Porlamar czy Pampatar nie jest często odwiedzane przez turystów. Spowodowane jest to ograniczeniami administracyjnymi dla życia nocnego - m.in. obowiązuje tu zakaz urządzania dyskotek. W mieście znajduje się kilka restauracji i parków, lecz w porównaniu z innymi miastami Margarity wydaje się słabo zagospodarowane turystycznie.